# Бережи свою зірку
«Бережи свою зірку» — радянський фільм 1975 року знятий на кіностудії «Казахфільм» режисером Шаріпом Бейсембаєвим.

## Сюжет
У сім'ю старого чабана — батько, мати, два сини — що живе в ізоляції від односельців, який старанно дотримується старих традицій, входить невістка Салтанат — добра і ласкава дружина старшого сина Тастана. З її появою змінюється уклад життя сім'ї, Салтанат приносить у дім любов, пісню та радість. Салтанат припадає до душі батькові й матері, а молодшому брату Тастана — Каїркену, який з надією дивиться на світ, що змінюється, — стає кращим другом… Але сам Тастан, чоловік вовчої звички, куркульської психології власника і ревнитель законів патріархальної сім'ї, ненависник всього нового, засуджуючий навіть телевізор, перетворює свою дружину на робочу худобу. Але поступово і він змінюється під впливом Салтанат.

## В ролях
- Жанна Куанішева — Салтанат
- Анвар Боранбаєв — Тастан
- Сапаргалі Жакишев — Каїркен
- Аміна Умурзакова — мати
- Каукен Кенжетаєв — батько
- Досхан Жолжаксинов — Аскербек
- Гульзія Бельбаєва — Раушан.
- Лідія Ашрапова — Айша
- Кененбай Кожабеков — Кавен
- Байтен Омаров — парторг
- Мухтар Бахтигереїв — епізод
- Турсун Куралієв — епізод

У фільмі звучать пісні у виконанні Бібігуль Тулегенової.

## Знімальна група
- Режисер — Шаріп Бейсембаєв
- Сценарист — Дулат Ісабеков
- Оператор — Асхат Ашрапов
- Композитор — Анатолій Бичков